# 絞殺 (映画)
『絞殺』（こうさつ）は、1979年6月2日に日本で公開された映画。

## ストーリー
1977年に起きた開成高校生殺人事件をモデルに新藤が脚本を書いたもの。

## スタッフ
- 監督・製作・脚本：新藤兼人
- 撮影：三宅義行
- 音楽：林光

## キャスト
- 狩場保三：西村晃
- 狩場良子：乙羽信子
- 狩場勉：狩場勉（7歳時：小林優生）
- 森川初子：会田初子
- 森川義夫：岡田英次
- 男：殿山泰司、小松方正、草野大悟
- 女：渡辺とく子、根岸明美
- 先隣の主婦：初井言榮
- 裁判長：観世栄夫
- 教師：戸浦六宏
- 医師：森本レオ
- 運転手：横沢祐一
- 山内：鈴木三博
- 道江：春むつみ
- 高校生：木下政志
- 警官：船木英治
- テレビアナウンサー：藤村義美
- 喫茶店の女：大矢木美恵子
- インタビューの学生：原田さなえ、岡本光夫、佐久間敬嘉、山本哲也
- 女事務員：大口浩世
- 保三の父（遺影）：西村真琴